# Antoni Hryniewicki
Antoni Hryniewicki (ur. 17 stycznia 1878 w Łukowie, zm. 17 maja 1946) – polski ekonomista, naczelnik Morskiego Urzędu Rybackiego w Wejherowie i Gdyni w latach 1923–1939 i 1945–1946.

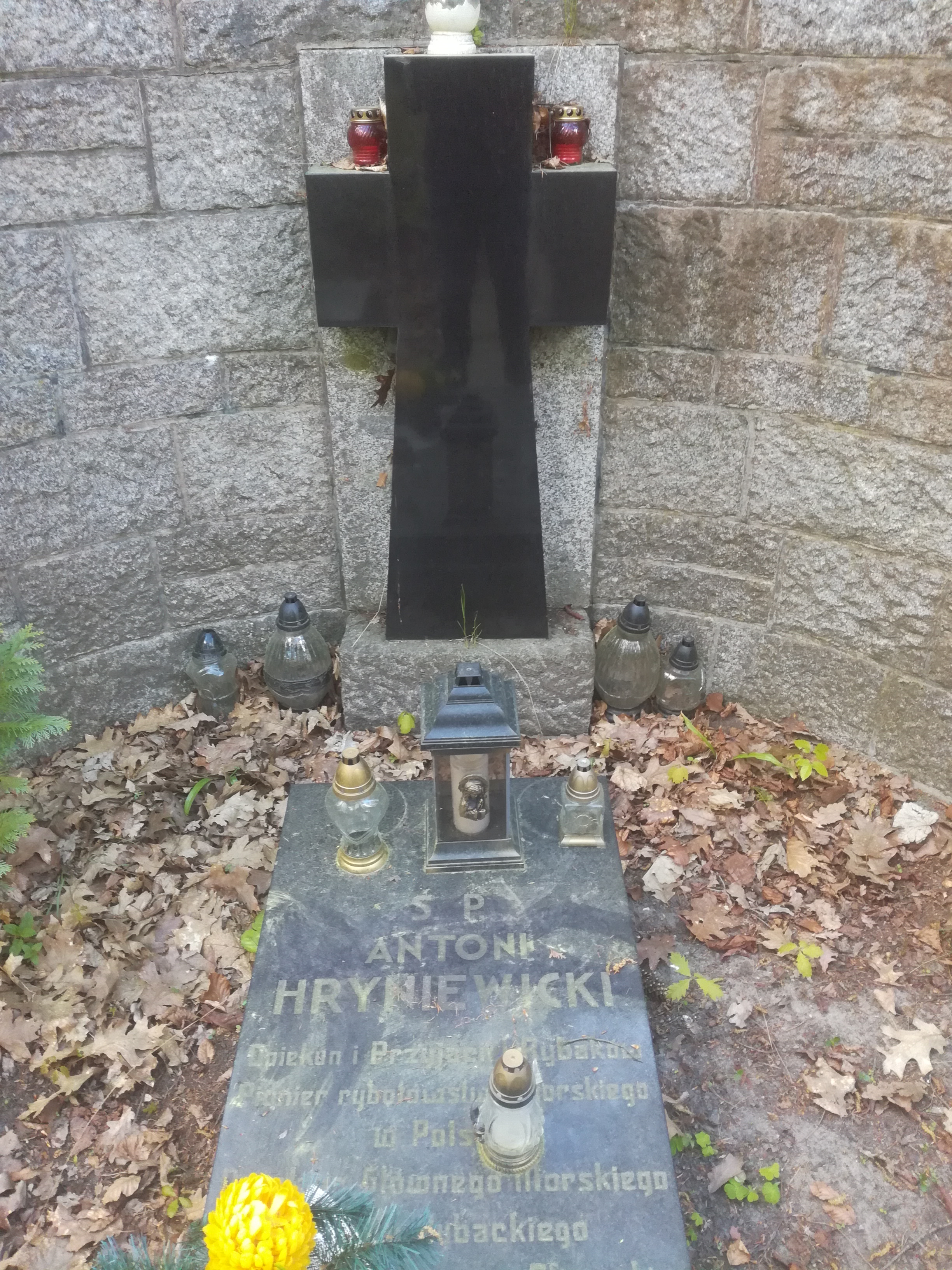
grób Antoniego Hryniewickiego na cmentarzu Witomińskim

## Życiorys
W 1898 ukończył szkołę morską w Astrachaniu, po czym podjął pracę w tamtejszym zarządzie rybackim. W 1920 powrócił do Polski. Wziął udział jako ochotnik w wojnie polsko-bolszewickiej. Został wzięty do niewoli sowieckiej. Po powrocie z wymiany jeńców objął stanowisko zastępcy naczelnika Morskiego Urzędu Rybackiego w Wejherowie. W 1923 awansował na naczelnika. Zachował to stanowisko po przeniesieniu Urzędu do Gdyni w 1928. W tym samym roku został kierownikiem Stowarzyszenia Morski Instytut Rybacki.
W październiku 1939 został wysiedlony do Generalnego Gubernatorstwa. W okresie II wojny światowej mieszkał w Lublinie. Od kwietnia 1945 do śmierci pełnił funkcję dyrektora naczelnego Głównego Morskiego Urzędu Rybackiego.
Odegrał kluczową rolę w budowie portów rybackich w Gdyni, Jastarni i Władysławowie, modernizacji portu w Helu, powstaniu stoczni rybackiej w Gdyni oraz osiedli (kolonii) rybackich w Gdyni, Oksywiu, Obłużu i Władysławowie. Organizował szkolenia dla rybaków na temat nawigacji i obsługi silników, zaplecze remontowe dla łodzi oraz pomoc kredytową. Wspierał rozwój spółdzielczości rybackiej. Po II wojnie światowej kierował odbudową polskiego rybołówstwa ze zniszczeń wojennych oraz organizacją administracji rybackiej na Ziemiach Odzyskanych. Społecznikowskiej postawie zawdzięczał przydomek „Ojca rybaków”. 
Pochowany na cmentarzu Witomińskim (kwatera 3-16-1).

## Ordery i odznaczenia
- Krzyż Oficerski Orderu Odrodzenia Polski (10 listopada 1928)[3]

## Upamiętnienie
Na prośbę społeczności rybackiej imię Hryniewickiego otrzymała w 1946 ulica Rybacka w Gdyni. W latach 1953–1991 nosiła ona imię Związku Walki Młodych. 
W 2007 tablica ku czci Hryniewickiego została odsłonięta w Alei Zasłużonych Ludzi Morza w Rewie.